# Sudbrack
Sudbrack is een historisch merk van motorfietsen.
De bedrijfsnaam was: H. & W. Sudbrack GmbH, Schoetmar bei Bielefeld.
Sudbrack was een Duitse fietsenfabriek die van 1949 tot 1951 ook lichte motorfietsen met 98- en 123cc-ILO-motoren bouwde.